# Будинок козака Жданова (Новочеркаськ)
Будинок козака Жданова (рос. Дом казака Жданова) — об'єкт культурної спадщини регіонального значення та пам'ятник архітектури, який розташовується за адресою: вулиця Освіти, 120, місто Новочеркаськ Ростовської області (Росія).

## Історія
Домоволодіння по вулиці Просвіти, 120, раніше було відомо за іншою адресою — вулиця Ямська,16. Спочатку там знаходився дерев'яний будинок і сарай, побудовані в кінці XIX — на початку XX століття. Станом на 1896 рік власником домоволодіння значився торговий козак Павло Степанович Жидков. На початку XX століття домоволодіння придбав козак Василь Васильович Жданов. Вартість угоди склала 28 тисяч рублів. Новий власник знищив дерев'яну споруду і в 1910 році на ділянці з'явився новий будинок великих розмірів і сарай. Будівля була побудована за проектом двох майстрів — архітектора Я. І. Коротченкова та цивільного інженера Г. М. Сальникова. Площа ділянки в той час становила 347,1 квадратний сажень. На дільниці також були побудовані стайня і льодовик. На другому поверсі житлові приміщення орендував Андрій Федорович Иващенцов та його сім'я у складі 7 осіб. Оренда коштувала 1300 рублів. У 1923 році домоволодіння Жданова було муниципализировано, однак колишній власник деякий час виконував функції завідувача. У 1924 році в будівлі розмістився дитячий садок № 24, сім'я Василя Жданова була змушена переїхати в інший будинок. У 1938 році до території був приєднаний додаткова ділянка для потреб дитячого садка. У 1948 році дитячий садок став спецдитбудинку № 2. Директором в ньому була А. Ялуцкая. У 1970-х роках в будинку почав працювати дитячий садок № 4 «Золотий ключик», який продовжує свою роботу за цією адресою і в XXI столітті. З 1992 року будівля охороняється законом і є об'єктом культурної спадщини регіонального значення згідно з Постановою № 325 від 17.12.1992 року.

## Опис
На фасаді двоповерхового будинку розташована табличка зі згадуванням імен людей, причетних до створення будинку — інженера Г. М. Сальникова і архітектора Я. І. Коротченкова. Територія домоволодіння розташована з невеликим ухилом в південно-західному напрямку. Центральний вхід будинку зрушать з основної осі і знаходиться на червоній лінії вулиці. Виносне ґанок з довгими чавунними стійками подовжує споруду. Кутовий виступ трапецієподібної форми розташовується в кінці лівого крила будинку. Він з'єднаний з центром будівлі декоративною решіткою. Праве крило менших розмірів розташоване в глибині двору. Ця частина будинку піднімається над проїзними воротами, також як і балкон з решітчастою загорожею. Основний матеріал, який використовується для будівництва будинку — цегла.

## Галерея

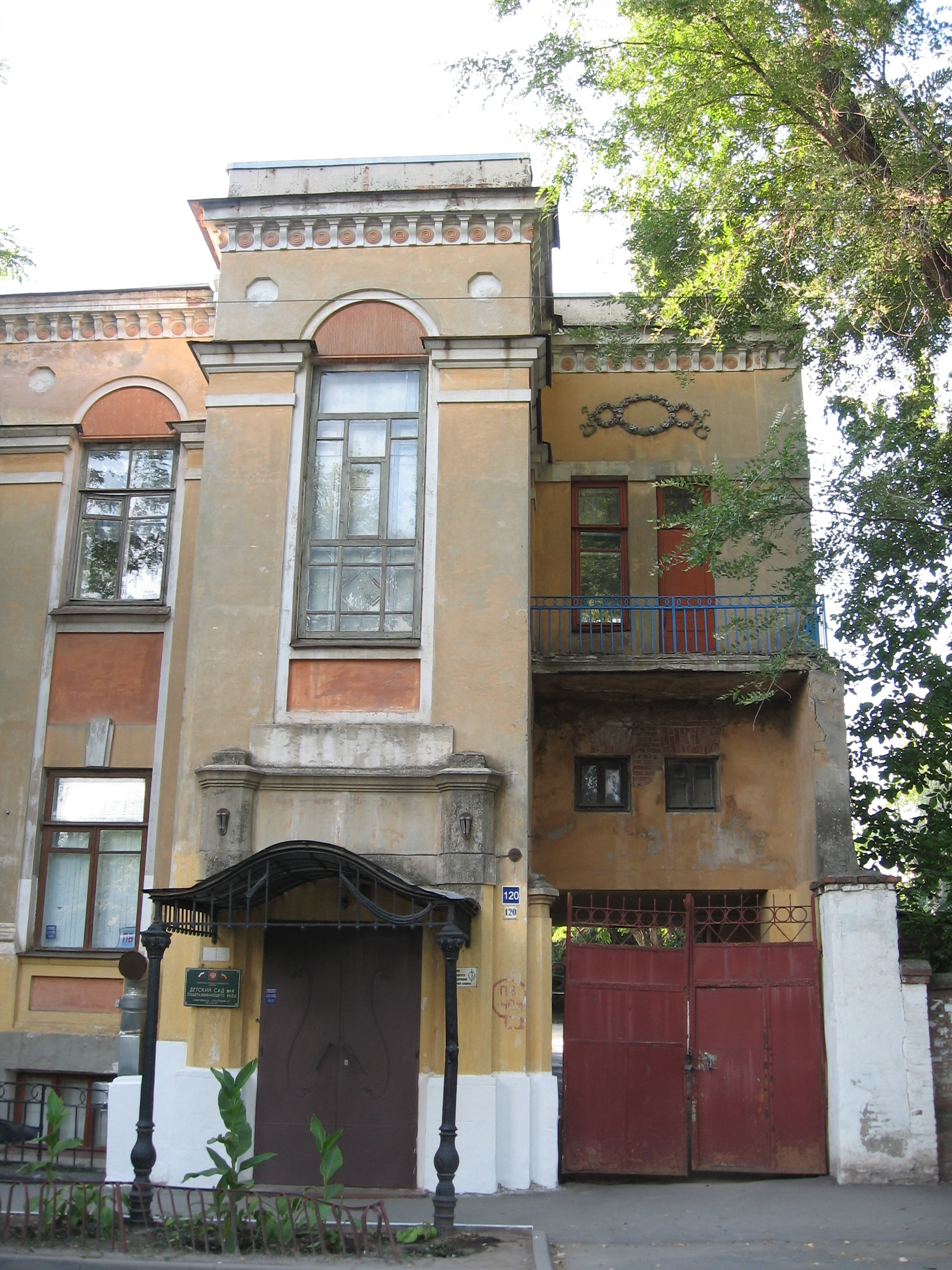